# Kościół na Fårö
Kościół na Fårö (szw. Fårö kyrka) – średniowieczny kościół luterański położony na szwedzkiej wyspie Fårö, w diecezji Visby. Gruntownie przebudowany w XIX wieku. Na przykościelnym cmentarzu znajduje się grób Ingmara Bergmana.
Kościół powstał w 1324 lub wcześniej. Jako jedyny kościół w regionie Gotland został przebudowany w takim stopniu, że zatracił swój średniowieczny charakter. Największa przebudowa miała miejsce w latach 1858–1859, gdy chór zastąpiono nową dużą nawą. Jednocześnie zamalowano malowidła na sklepieniu (wykonane w 1761 przez Magnusa Möllera) i rokokową ornamentykę drzwiczek ław. Obie rzeczy zostały później odrestaurowane. Drzwi wejściowe przeniesiono ze ściany południowej do wieży, gdzie znajdują się obecnie.
Około 1770 rozebrano starą, mniejszą wieżę kościoła i zbudowano istniejącą do teraz nową wieżę, większą i wyższą. Dzwony w wieży mogą być uruchamiane elektrycznie lub ręcznie.

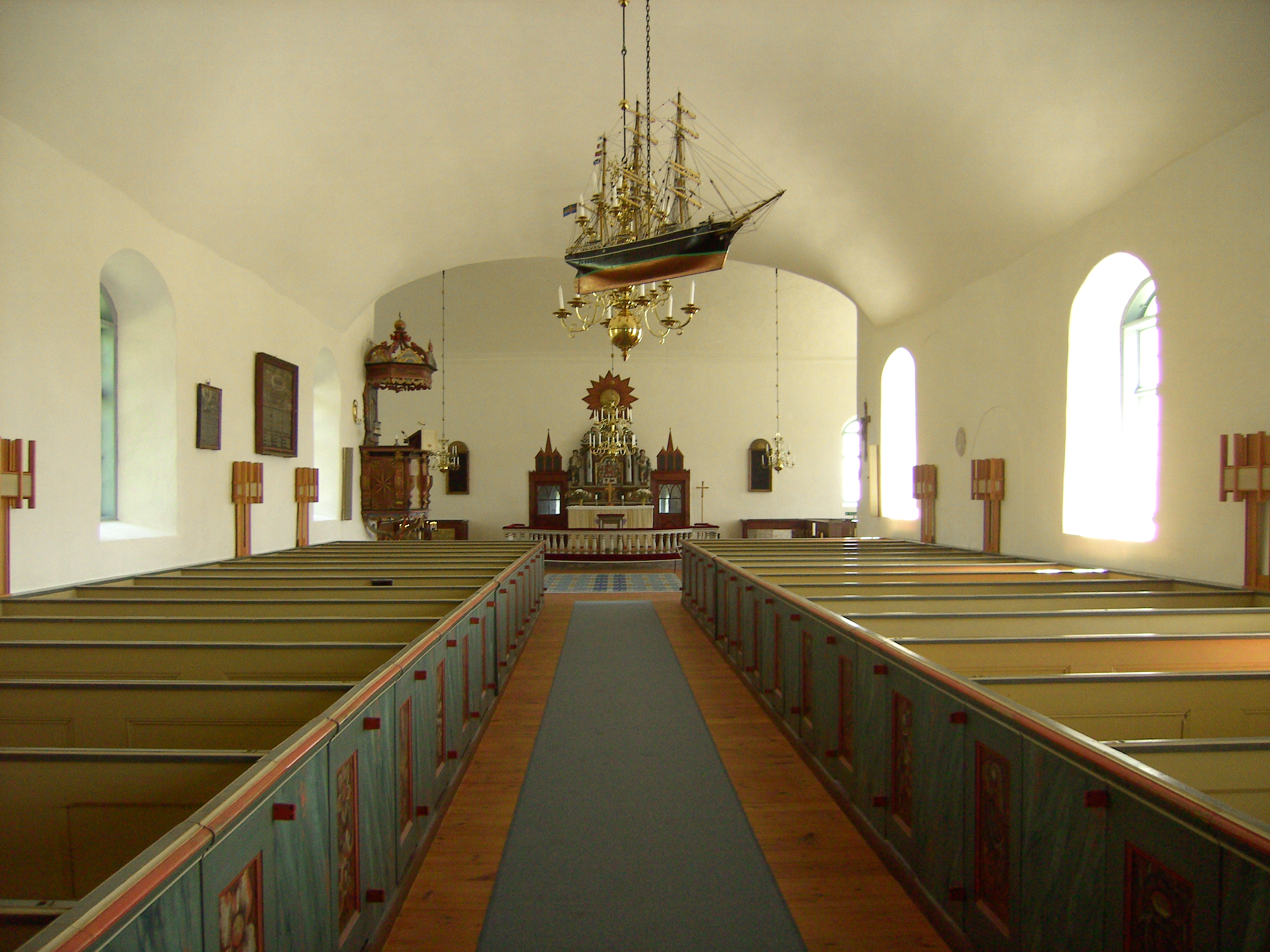
Wnętrze kościoła

Ołtarz świątyni pochodzi z 1709. Nastawa ołtarza wykonana jest z piaskowca. Umieszczony jest na niej obraz Ostatniej Wieczerzy. Nosi także insygnia Karola XI. Elementy ołtarza znajdują się też w kaplicy rybackiej w Hallshuk i muzeum historycznym regionu Gotland.
Na południowej ścianie zachował się jeden z 12 krzyży konsekracyjnych, namalowanych farbą olejną. Chrzcielnica z wapienia datowana jest na XIV wiek. Nad nią zawieszony jest krucyfiks, z tego samego wieku. Są to trzy najstarsze zachowane elementy kościoła.
Okna na północnej ścianie powiększono w 1761. Na ten sam rok datowane są zawiasy i zamek drzwi wejściowych, wykonane przez miejscowego dzwonnika. Na ścianie tej znajdują się również dwa malowidła käutatavlorna, z 1618 i 1767. Większy z nich powstał jako dziękczynienie za ocalenie 15 łowców fok z wyprawy w 1603. Przedstawia najstarszy znany wizerunek zamku Visborg w Visby. Mniejszy powstał z podobnego powodu, ale dotyczy ocalenia ojca i syna.   
W wieży znajduje się XIX wieczny drewniany żyrandol - dar od rzeźbiarza ze Skär. W latach 60. XX wieku w kościele zawieszono dwa modele statków, tzw. statki kościelne lub statki dziękczynne, podarowane przez Edvina Hamstedta.
Organy kościoła zostały zbudowane w 1860 przez Fransa Anderssona dla kościoła Väddö. Lokalna kongregacja kupiła je w 1875 za 800 koron szwedzkich. Remontowano je w 1970 i 2000.
W trakcie remontu w latach 1967–1968 dodano m.in. ogrzewanie i oświetlenie elektryczne. Poszerzono też ławy dla wiernych, których teraz kościół może pomieścić do 350. Renowacja kościoła miała też miejsce w latach 2000–2001. Oczyszczono wtedy elementy kamienne, ołtarz, pozłocono wieżę.